# Machiremisca costalis
Machiremisca costalis là một loài ruồi trong họ Asilidae. Machiremisca costalis được Theodor miêu tả năm 1980. Loài này phân bố ở vùng Cổ Bắc giới và châu Á.